# 아산 신창 척화비
신창 척화비(新昌 斥和碑)는 대한민국 충청남도 아산시 신창면 읍내리에 있는 척화비이다. 1984년 5월 17일 충청남도의 문화재자료 제236호로 지정되었다.

## 개요
척화비란 쇄국정책을 실시하던 흥선대원군이 병인양요, 신미양요를 치르면서 더욱 의지를 굳혀 서양사람들을 배척하고 그들의 침략을 국민에게 경고하기 위해 서울 및 전국 중요 도로변에 세우도록 한 비이다.
신창초등학교 입구에 자리하고 있는 이 비는 높직한 사각받침 위로 비몸을 세운 모습이다. 비문에는 “서양오랑캐가 침범함에 싸우지 않으면 화의인데, 화의를 주장함은 나라를 파는 것이다.”라는 강한 경고 문구가 쓰여 있다.
척화비는 고종 8년(1871) 신미양요를 치른 후 같은 해에 일제히 세운 것으로, 고종 19년(1882) 임오군란이 일어나고 대원군이 러시아 공사관으로 납치되면서 대부분의 비들이 일제에 의해 철거되거나 훼손되었다. 이 비는 현재 남아있는 몇 안되는 비들 가운데 하나로, 당시의 강력한 쇄국의지를 그대로 전하고 있다.

## 현지 안내문
척화비는 병인양요(丙寅洋擾)와 신미양요(辛未洋擾)를 겪은 후, 서양 제국주의 세력의 침략을 경계하기 위하여 대원군(大院君)이 전국 각지에 세운 비석이다. 이 비도 그 중 하나로 내버려져 있던 것을 동네 주민들이 1969년에 신창초등학교 교정에 옮겼다가, 1987년에 현재의 자리로 옮겼다.
비의 전면에 "서양의 오랑캐가 침범하니 싸우지 않으면 화의를 주장하는 것은 나라를 팔아먹는 것이다.(洋夷侵犯 非戰則和 主和賣國)"라는 내용과, 측면에 우리 만대 자손에게 경고하노라(戒我萬年子孫 丙寅作 辛未立)"라고 쓰여져 있어 위기에 처한 나라를 구하기 위한 강력한 의지를 담고 있다.
전국에 설치된 척화비는 1882년에 임오군란 때 대원군이 청나라로 납치되자 일본 공지사의 요구로 철거되었으나 그 중 몇 개의 비가 발견되어 보존되고 있다.

## 같이 보기
- 척화비
- 흥선대원군
- 병인양요
- 신미양요
- 임오군란
- 신창초등학교 (충남)

## 참고 자료
- 신창척화비 - 국가유산청 국가유산포털